# Bestuurlijke indeling van Wales
Bestuurlijk is Wales onderverdeeld in 22 hoofdgebieden (Engels: principal areas), die allemaal de bestuurlijke structuur hebben van een unitary authority. Er zijn negen graafschappen, drie steden en tien county boroughs, elk met een vergelijkbare macht.

## Hoofdgebieden van Wales

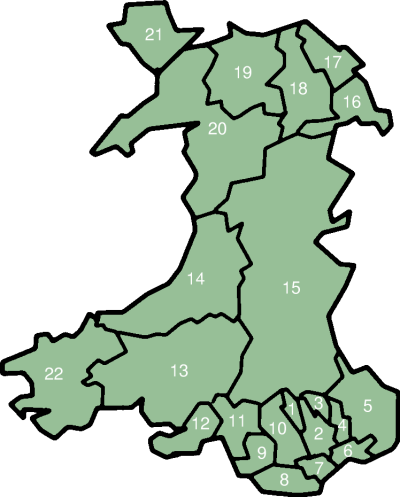
Gebieden zijn graafschappen (counties), tenzij in de lijst aangegeven met * (voor een stad) of ** (voor een county borough)

| Engelse naam             | Welshe naam              | Oppervlakte (km²) | Inwoners (2018) | per km² (2018) |
| ------------------------ | ------------------------ | ----------------- | --------------- | -------------- |
| Blaenau Gwent (3)**      | Blaenau Gwent            | 109               | 69.713          | 640            |
| Bridgend (9)**           | Pen-y-bont ar Ogwr       | 246               | 144.876         | 589            |
| Caerphilly (2)**         | Caerffili                | 278               | 181.019         | 651            |
| Cardiff (7)*             | Caerdydd                 | 140               | 364.248         | 2.602          |
| Carmarthenshire (13)     | Sir Gaerfyrddin          | 2.370             | 187.588         | 79             |
| Ceredigion (14)          | Ceredigion               | 1.795             | 72.992          | 41             |
| Conwy (19)**             | Conwy                    | 1.130             | 117.181         | 104            |
| Denbighshire (18)        | Sir Ddinbych             | 844               | 95.330          | 113            |
| Flintshire (17)          | Sir y Fflint             | 438               | 155.593         | 355            |
| Gwynedd (20)             | Gwynedd                  | 2.535             | 124.178         | 49             |
| Isle of Anglesey (21)    | Ynys Môn                 | 714               | 69.961          | 98             |
| Merthyr Tydfil (1)**     | Merthyr Tudful           | 111               | 60.183          | 542            |
| Monmouthshire (5)        | Sir Fynwy                | 850               | 94.142          | 111            |
| Neath Port Talbot (11)** | Castell-nedd Port Talbot | 442               | 142.906         | 323            |
| Newport (6)*             | Casnewydd                | 190               | 153.302         | 807            |
| Pembrokeshire (22)       | Sir Benfro               | 1.590             | 125.055         | 79             |
| Powys (15)               | Powys                    | 5.180             | 132.447         | 26             |
| Rhondda Cynon Taf (10)** | Rhondda Cynon Taf        | 424               | 240.131         | 566            |
| Swansea (12)*            | Abertawe                 | 378               | 246.466         | 652            |
| Torfaen (4)**            | Torfaen                  | 126               | 93.094          | 738            |
| Vale of Glamorgan (8)**  | Bro Morgannwg            | 335               | 132.165         | 395            |
| Wrexham (16)**           | Wrecsam                  | 498               | 136.126         | 273            |

## Historische en behouden graafschappen
De historische graafschappen vormde de bestuurlijke indeling tussen 1889 en 1974. Tussen 1974 en 1996 werden de graafschappen gebruikt die vanaf 1996 bekendstaan als de behouden graafschappen (Engels: preserved counties). Deze laatste worden sindsdien alleen nog maar voor ceremoniële doeleinden gebruikt.